# Drapelul aramaic
Drapelul aramaic a fost reproiectat în 1980 de revista aramaică Bahro Suryoyo și este considerat steagul național al poporului aramaic. Steagul aramaic nu are un nume oficial, este pur și simplu numit „Otho” sau „Otho Suryoyto” printre aramei.

## Descriere și semnificație
Steagul aramaic este un steag roșu cu un vultur galben, cu cap de torță, în mijloc. Designul steagului se bazează pe relieful regelui aramaic Gabara din secolul al IX-lea î.Hr. Vechea relief descrie doi bărbați tauri care purtau un disc solar cu aripi pe care André Dupont Sommer l-a săpat lângă Tell Halaf în fostul regat aramaic Bit-Bahiani. În relieful antic, capul vulturului înaripat reprezenta soarele, care pentru multe popoare a devenit zeul soarelui. Arameii care au devenit creștini înlocuiesc acest soare cu o torță creștină. Torța simbolizează zeitatea creștină (în special Duhul Sfânt). Cele patru stele reprezintă cele patru râuri Eufrat, Tigris, Gihon și Pischon, care apar în Paradis. Fundalul roșu a fost ales din cauza sângelui pe care aramaienii l-au vărsat în timpul diferitelor pogromuri și genocide. Culoarea galbenă reprezintă speranța de a obține o nouă stare proprie.